# 오키로쿠촌
오키로쿠촌(大木六村)은 니가타현 미나미우오누마군에 설치되었던 촌이다. 현재의 미나미우오누마시에 해당한다.